# Jerome James (Fußballspieler)
Jerome James (* 11. April 1981) ist ein ehemaliger belizischer Fußballspieler. Der Stürmer verbrachte seine Karriere bei verschiedenen Vereinen in Belize und war Nationalspieler seines Landes.
James wechselte 2006 vom Kulture Yabra SC zum FC Belize, für den er bis 2012 aktiv war. Anschließend verpflichteten ihn die Belmopan Bandits, mit denen er in den folgenden Jahren insgesamt zehn Mal die halbjährlich ausgetragene nationale Meisterschaft gewinnen konnte. 2019 wechselte er zum Verdes FC, mit denen er Ende 2019 ebenfalls die Meisterschaft gewann. 2020 beendete er seine Spielerkarriere.
Von 2008 bis 2016 absolvierte er insgesamt 14 Spiele für die belizische Nationalmannschaft, in denen ihm ein Tor gelang. 2009, 2013 und 2014 nahm er mit der Mannschaft jeweils an der Zentralamerikameisterschaft teil, wobei das Team 2013 auf dem vierten Platz abschloss.